# Georges-Henri Héon
Pour les articles homonymes, voir Héon.
Georges-Henri Héon (6 septembre 1902-8 janvier 1965) fut un avocat, procureur de la Couronne et homme politique fédéral du Québec.

## Biographie
Né à Saint-Wenceslas dans la région du Centre-du-Québec, Georges-Henri Héon entame sa carrière politique en devenant député conservateur indépendant dans la circonscription d'Argenteuil lors de l'élection partielle de 1938, déclenchée à la suite du décès du député George Halsey Perley. Se rallia au Gouvernement national pendant les élections de 1940, mais fut défait. Tentant à nouveau sa chance en 1945, mais cette fois à titre de progressiste-conservateur indépendant, lui permit d'effectuer un retour en politique. Il se joint aux progressistes-conservateurs lors des élections de 1949, mais est à nouveau défait.